# Cofttek
Cofttek은 Cofttek Holding Limited의 약칭이다. 증박사가 2008년에 설립한 중국 기반 제약 제조업체이다. 회사는 PEA와 Alpha-GPC의 대량 생산을 도입했다.
Coftek는 맞춤형 합성 및 제조 서비스를 제공한다. 린필드 대학 (Linfield University) 교와 뉴저지 대학교에 "Cofttek 장학금" (Cofttek Scholarship) 을 설립했다.